# 운영체제 수준 가상화
운영체제 수준 가상화(operating-system-level virtualization)는 운영체제의 커널이 하나의 사용자 공간 인스턴스가 아닌, 여러 개의 격리된 사용자 공간 인스턴스를 갖출 수 있도록 하는 서버 가상화 방식이다. 이러한 인스턴스들은 종종 컨테이너(container), 소프트웨어 컨테이너(software container), 가상화 엔진(VE), jail(FreeBSD jail, chroot jail)이라고도 부르며 소유자와 사용자의 관점에서 실제 서버인 것처럼 보이게 한다.
유닉스 계열 운영체제에서 이 기술은 표준 chroot 매커니즘의 고급 구현체로 간주될 수 있다. 격리 매커니즘뿐 아니라 커널은 다른 컨테이너 상의 특정 컨테이너 활동의 영향력을 제한시키기 위한 자원 관리 기능을 제공하기도 한다.

## 이용
운영체제 수준 가상화는 보통 가상 호스팅 환경에 사용되며, 상호 신뢰하지 않는 수많은 사용자들 간에 한정된 하드웨어 자원을 안전하게 할당하는데 유용하다. 시스템 관리자들 또한 개별 호스트 상의 서비스들을 특정 서버의 컨테이너로 이동함으로써 서버 하드웨어를 개선하기 위해 적은 빈도로 이것을 사용할 수 있다.
다른 일반적인 시나리오에는 보안 개선, 하드웨어 독립, 자원 관리 기능 추가를 위해 여러 애플리케이션들을 개개의 컨테이너로 분리시키는 것을 포함한다. 그러나 chroot 매커니즘을 이용하여 제공되는 개선된 보안은 상실하게 된다. 클러스터 내 노드 간 컨테이너의 동적 부하 분산을 위해 실시간 이관이 가능한 운영체제 수준 가상화 구현을 사용할 수 있다.

## 같이 보기
- 코어OS
- 하이퍼바이저
- 응용 프로그램 가상화